# Диллет, Пол
Пол Диллет (англ. Paul Dillett; род. 12 апреля 1965 года, Монреаль, Квебек, Канада) — американский, канадский бодибилдер, победитель конкурса «Ночь чемпионов» в 1999 году.

## Биография
Профессионально занимался футболом, играя сначала за команду своего университета, затем в профессиональной футбольной лиге 2 сезона играл за «Торонто».
В 1991 году дебютировал в бодибилдинге на чемпионате Северной Америки, где занял 2-е место.
В 1992 выиграл чемпионат Северной Америки, сам Диллет называет эту победу, самым замечательным событием в его жизни. После громкого дебюта Диллет заключил контракт с Джо Уайдером. Пол Диллет участвовал в многочисленных шоу и умел заводить публику со сцены. Дебютом на профессиональных соревнованиях для Пола стал Айронмен Про 1993, где он занял 4-е место.
В 1994 году Пол Диллет одержал свои первые победы в профессиональных турнирах «Гран При Германия 1994» и «Гран При Франция 1994». На соревновании Арнольд Классик 1994 года, где Диллет был одним из фаворитов, от обезвоживания начались судороги и ему пришлось сняться с соревнований. Лучшим его выступлением на Мистер Олимпия стало 4-е место в 1994 году.
Пол Диллет применял разные нестандартные методы тренировки — глубокий гипноз, подключение высоковольтных проводов к мышцам, метод состояния аффекта, что позволяло поднять интенсивность тренинга за счёт скачка адреналина.
Самым большим успехом в соревновательном бодибилдинге стала победа в турнире «Ночь Чемпионов 1999», где он обошёл фаворита соревнований Маркуса Рюла.
В дальнейшем соревновательная карьера профессионально бодибилдера пошла на спад. Неудачи на «Ночь чемпионов» и «Мистер Олимпия», проблемы со здоровьем, автомобильная катастрофа, развод и банкротство поставили крест на карьере. В 2003 году его лишили грин-карты США.
Вернувшись в большой спорт в 2006 году на «Торонто/Монреаль Про» занял лишь 10-е место.
В 2007 году с целью развития бодибилдинга в Канаде Диллет организовал собственную федерацию культуристов — WBFF (The World Bodybuilding And Fitness Federation). Его девизом стало — «Поддерживать и вдохновлять атлетов».

## Антропометрические данные
- Рост: 191 см
- Соревновательный вес: 130-150 кг
- Вес в межсезонье: 160 кг[1]
- Грудная клетка: 152 см
- Талия: 81 см
- Шея: 44 см
- Бицепс: 62 см
- Бедро	86 см

## История выступлений
Соревнование	Место
- Торонто/Монреаль Про 2006	10
- Гран При Венгрия 2003	14
- Ночь чемпионов 2002	6
- Европа Супершоу 2002	8
- Саузвест Про 2002	8
- Ночь чемпионов 2000	3
- Мистер Олимпия 1999	7
- Ночь чемпионов 1999	1
- Мистер Олимпия 1998	отказ
- Гран При Россия 1997	5
- Гран При Финляндия 1997	5
- Гран При Чехия 1997	6
- Гран При Англия 1997	4
- Гран При Германия 1997	4
- Гран При Испания 1997	4
- Гран При Венгрия 1997	4
- Мистер Олимпия 1997	5
- Сан-Франциско Про 1997	5
- Арнольд Классик 1997	6
- Айронмен Про 1997	5
- Сан-Хосе Про 1997	5
- Гран При Россия 1996	4
- Гран При Швейцария 1996	2
- Гран При Чехия 1996	3
- Гран При Англия 1996	3
- Гран При Германия 1996	4
- Гран При Испания 1996	2
- Мистер Олимпия 1996	5
- Сан-Франциско Про 1996	2
- Арнольд Классик 1996	3
- Айронмен Про 1996	2
- Сан-Хосе Про 1996	2
- Гран При Франция 1994	1
- Гран При Англия 1994	4
- Гран При Германия 1994	3
- Гран При Испания 1994	3
- Арнольд Классик 1994	отказ
- Гран При Германия 1994	1
- Гран При Италия 1994	2
- Гран При Франция 1994	2
- Мистер Олимпия 1994	4
- Мистер Олимпия 1993	6
- Арнольд Классик 1993	4
- Айронмен Про 1993	4

## В профессиональных рейтингах
Место	Рейтинг	Дата рейтинга
- 66	Рейтинг мужчин профессионалов IFBB по бодибилдингу 2007 года	01.01.2008
- 43	Рейтинг мужчин профессионалов IFBB по бодибилдингу 2006 года	25.12.2006
- 7	Рейтинг мужчин профессионалов IFBB по бодибилдингу 1998 года	10.06.1998